# Dobra Nowina
Dobra Nowina (lit. Naujininkai) − wieś na Litwie, w rejonie solecznickim, 4 km na południowy zachód od Turgieli, zamieszkana przez 37 ludzi. Przed II wojną światową w Polsce, w powiecie wileńsko-trockim województwa wileńskiego.